# Lirim Kastrati
Lirim Kastrati (Kosovska Kamenica, 16. siječnja 1999.) je kosovski nogometaš koji igra na poziciji krila. Trenutačno igra za Fehérvár.

## Klupska karijera
Dana 17. veljače 2018., Kastrati je upisao prvi seniorski nastup za Lokomotivu u porazu (1:0) od Istre. Svoja prva dva pogotka postigao je 10. ožujka 2018., u pobjedi (1:4) nad Dinamom iz Zagreba. Svoj prvi hat-trick postigao je 16. rujna 2018., u pobjedi (2:5) protiv Slaven Belupa.
Dana 17. veljače 2020., Kastrati potpisuje petogodišnji ugovor s višestrukim prvakom Hrvatske, Dinamom. Nakon potpisa, Dinamo ga je odmah poslao natrag u Lokomotivu na posudbu do kraja sezone. Dana 5. kolovoza 2020., Kastratiju ističe posudba, te se vraća u Dinamo. Dana 16. kolovoza 2020. upisao je prvi nastup za Dinamo u pobjedi (6:0) nad svojim bivšim klubom, Lokomotivom.
Prvi pogodak za zagrebački klub postigao je 26. kolovoza 2020. godine, u drugom pretkolu Lige prvaka protiv rumunjskog Cluja. Svoj prvi ligaški pogodak postigao je 12. rujna 2020. godine, na derbiju protiv Hajduka na Poljudu.

## Reprezentativna karijera
Kastrati je nastupao za mlađe kategorije reprezentacije Kosova. Svoj prvi nastup za seniorsku momčad Kosova, upisuje 11. listopada 2018. protiv reprezentacije Malte.

## Priznanja

### Klupska
Dinamo Zagreb
- 1. HNL (2): 2020./21., 2021./22.
- Hrvatski nogometni kup (1): 2020./21.

## Vanjske poveznice
- Lirim Kastrati na transfermarkt.com (engl.)
- Lirim Kastrati na soccerway.com (engl.)